# 化生
化生（かせい）とは、後天的におこる細胞の分化形質の異常である。分化成熟したある細胞が他の分化成熟した細胞の形態に変化することであり、可逆的な変化である。
代表的な例として、喫煙者によく見られる、気管支の呼吸線毛上皮が重層扁平上皮に変化する現象が挙げられる。これは分化の異常であるが、癌化することはないと考えられている。しかし、化生が起こるような状況が続くと異形成が起こりやすくなり、発癌につながる。
最近は、分化の異常ではなく細胞の移動の異常と捉える学者も多く、定義が乱れている点も否めない。例えば食道のバレット食道という病変は、かつては重層扁平上皮が粘液円柱上皮に化生したものと考えられていたが、胃粘膜から上皮細胞が移動した結果と考えるものもおり、コンセンサスは得られていない。病理形態学ではなく分子レベルでの解決が望まれる概念の一つである。